# 金魚四
劍魚座δ，又名CP-65 496，HD 39014、SAO 249346、HR 2015，是劍魚座的一颗恒星，视星等为4.35，位于銀經275.47，銀緯-31.37，其B1900.0坐标为赤經5h 44m 35.6s，赤緯-65° -31.37′ 23″。